# Пущава (Ловренц-на-Похорю)
Пущава (словен. Puščava) — поселення в общині Ловренц-на-Похорю, Подравський регіон‎, Словенія.